# Drosophila gymnobasis
Drosophila gymnobasis är en tvåvingeart i släktet Drosophila som finns på Hawaiiöarna.

## Taxonomi och släktskap
Drosophila gymnobasis beskrevs av Elmo Hardy och Kenneth Y. Kaneshiro 1971. Arten ingår i undersläktet Hawaiian Drosophila, artgruppen Drosophila grimshawi och artundergruppen Drosophila hawaiiensis.

## Utseende
Kroppslängden är 3,5-3,7 mm och vingspannet är 4 mm. Utöver könsorganen så har honor och hannar samma utseende.

## Utbredning
Artens utbredningsområde är ön Maui, en av Hawaiiöarna.